# El Barrichuelo
El Barrichuelo es una localidad y pedanía española perteneciente al municipio de La Zubia, en la provincia de Granada, comunidad autónoma de Andalucía. Está situada en la parte central de la comarca de la Vega de Granada. Esta localidad limita con  Cájar, la ciudad de Granada —por el barrio de Castaño-Mirasierra, en el Distrito Genil—, y Huétor Vega.
La base de la población se encuentra en el núcleo también conocido como Los Carballos —no "Los Caballeros", como se indican en los mapas oficiales—, perteneciente a la La Zubia. Esta localidad está compuesta de tres calles: el carril del Barrichuelo (de la que proviene su nombre), que separa La Zubia de Granada; el camino de los Abencerrajes, que comunicaba La Zubia con el barrio del Zaidín y con Castaño-Mirasierra; y la calle Carballos. También se conoce como Barrichuelo Alto, ya que los lugareños llaman Barrichuelo Bajo a las aldeas y fincas pertenecientes a Granada que se encuentran en el camino del los Abencerrajes.

## Demografía
Según el Instituto Nacional de Estadística de España, en el año 2019 El Barrichuelo contaba con 33 habitantes censados, de los cuales 16 eran varones y 17 mujeres.

### Evolución de la población
| Gráfica de evolución demográfica de El Barrichuelo entre 2002 y 2019 |
|                                                                      |
| Datos según el nomenclátor publicado por el INE.                     |